# Dichotomius mamillatus
Dichotomius mamillatus är en skalbaggsart som beskrevs av Felsche 1901. Dichotomius mamillatus ingår i släktet Dichotomius och familjen bladhorningar. Inga underarter finns listade i Catalogue of Life.